# 楊心流薙刀術
- 揚心流薙刀術

楊心流薙刀術は薙刀術の流派のひとつ。もとは秋山義時（秋山四郎兵衛）が開いた楊心流柔術に伝えられていた長刀術（薙刀術）であった。伝書での表記は「楊心流長刀」。薙刀術、鎖鎌術、半棒術を伝えていた。
現在は、肥後国の熊本藩の居合・薙刀術・柔術師範家であった星野家が伝承していた伯耆流星野派居合術に併伝されている系統と、幕末に、そこから分かれて筑後国の柳河藩に伝わった系統の2系統が現存している。熊本県に楊心流半棒術のみを伝える系統もあるが、これも星野家から分かれた系統である。

## 歴史
星野家での楊心流薙刀術の伝承は星野実員（角右衛門）より始まる。

実員は複数の系統の楊心流を学んでいるが、楊心流薙刀術・鎖鎌術については堀田三寛（孫右衛門）より学んだ。堀田からは四天流組打（柔術）も学んでおり、星野家に伝わる以前から楊心流の柔術とは別に伝承されていたようである。この他、江口喜内より伯耆流居合も学んだ。
1773年（安永2年）、楊心流薙刀術の師役を藩より命じられ、それ以前に居合・体術（柔術）の師役も命じられていたため、熊本藩で居合・柔術・薙刀術の3術を指南することになった。
実員の養子の星野龍介が伯耆流居合・楊心流薙刀術・四天流組打を継承し、以降、星野家ではこの三流を伝承していった。幕末には久留米藩の加藤田平八郎が星野家の系統の楊心流薙刀術・鎖鎌術を学び、久留米藩にも伝わった。
明治に入ると武術は衰えていったが、旧熊本藩の武術を再興するために1882年（明治15年）に振武会が結成された。当時の星野家当主の星野九門もこれに参加し、振武会の体術と居合と薙刀術の師範となった。
星野道場は明治以降も熊本に存続し肥後柔術三道場に数えられたが、四天流柔術だけでなく伯耆流居合と楊心流薙刀術も指導していた。

### 柳河藩の楊心流長刀の伝承
現在、「楊心流薙刀術」の名称で活動している柳河藩伝の系統では（熊本藩伝の系統は「伯耆流居合術」の名称で活動している）、星野家とは関係なく伝承されていたとの主張をしている。
その内容は、柳河城主の立花宗茂が、関ヶ原の戦いで西軍に与したことによる改易後、磐城国棚倉藩主となった時に、楊心流開祖の秋山義時が宗茂を警護したという。その後、1620年（元和6年）に宗茂が旧領の筑後国柳河藩に転封されると楊心流は柳河藩の御留流とされ、中でも薙刀術は殿中に仕える女中の護衛武術とされたとする。その伝統を受け継ぎ、演武においては振り袖着物姿に襷掛けで白足袋を着用し、襷や鉢巻きは包帯に代用するため、布を縁取りしないものを使用している。
しかしながら、柳河藩伝の系譜は第8代の星野龍介まで星野家の系譜と一致しており、幕末頃の第10代に柳河藩に楊心流薙刀術を伝えた調琴乃助が記されており、むしろ星野家の系統から分かれたことを裏付けている。
また、他藩に嫁入りする可能性がある女性に教える流派が御留流になりえるのかも疑問がある。

## 関連
- 肥後柔術三道場